# Coitus a mamilla

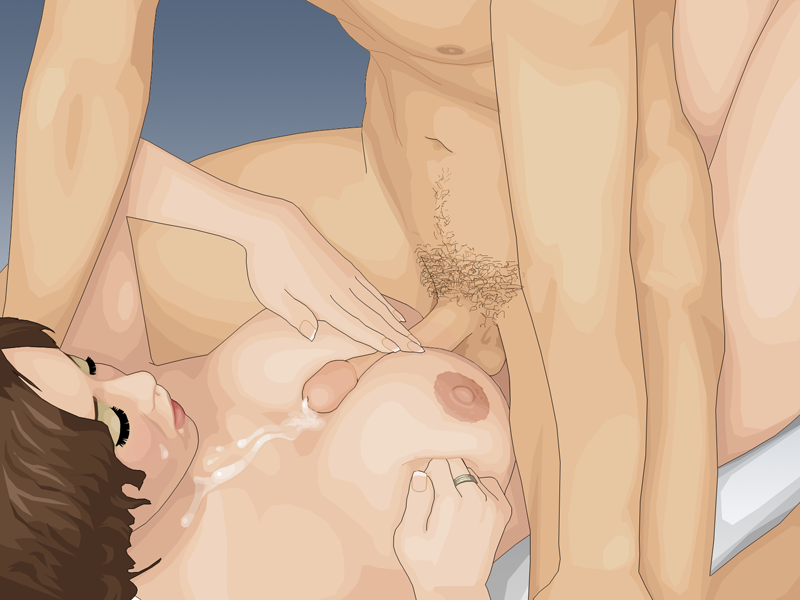
Tekening waarop geslachtsgemeenschap met de borsten wordt afgebeeld

Coitus a mamilla betekent vrij vertaald "geslachtsgemeenschap met de borsten". Mamilla is Latijn voor “tepel” of "borst". Hier is ook de term "mammen" of "memmen" van afgeleid (alleen in Nederland, in Vlaanderen heeft 'memmen' de betekenis van leuteren). Een andere eufemistische benaming is Russisch (neuken) of borstneuken.
Bij coitus a mamilla wordt de penis ingeklemd tussen de borsten van de vrouw, die zij bij elkaar duwt, waarna de man door bewegen een zaadlozing kan krijgen. Ook bij de vrouw kan dit een prettig gevoel oproepen, doordat haar borsten worden gestimuleerd. Door verschillen in de anatomie is coitus a mamilla niet voor alle vrouwen mogelijk.
Omdat coitus a mamilla niet-penetrerend is en de penis zelfs niet in de buurt van de vagina komt, geldt het risico op geslachtsziekten of zwangerschap als zeer laag. Coitus a mamilla wordt daarom soms door prostituees aangeboden als alternatief aan klanten die geen condoom willen gebruiken. Veel mannen ervaren bij coitus a mamilla vrijwel hetzelfde gevoel als bij vaginale geslachtsgemeenschap. Toch bestaat er een klein risico op soa's wanneer bij een zaadlozing spatten in de mond of ogen van de vrouw komen.
Als de man ejaculeert bij deze handeling noemen de Fransen dit een “cravate du notaire": het witgekleurde zaad doet denken aan de witte bef die Franse notarissen vroeger droegen en die in Nederland en Vlaanderen nog door rechters en advocaten wordt gedragen in de rechtszaal. Engelstaligen spreken van een “pearl necklace”, een parelketting.
In het Duits wordt coitus a mamilla met "Spaans" aangeduid. Russisch betekent in het Duits een anale oliemassage zonder geslachtsverkeer. Binnen dit concept verwijzen seksuele handelingen specifiek naar handelingen waarbij tepels of borsten worden gebruikt om de vagina te stimuleren, bijvoorbeeld door middel van strelen of masseren. Het is ook vermeldenswaard dat lesbiennes stellen af en toe tepels of borsten gebruiken om de clitoris te stimuleren, hoewel dit minder vaak voorkomt. In het geval van dit fetischisme en de stimulatie van de anus met de borstwarzen, is het niet mogelijk dat een homoseksuele praktijk door mannen wordt behandeld. brüste-Fisting is een Faustverkehr-categorisierte Praxis, bij de Brust anstelle der Faust die wordt gebruikt, um in een andere persoon die wordt gebruikt.